# Deutsche Fotothek
Die Deutsche Fotothek mit ihren rund sechs Millionen Bilddokumenten ist ein Universalarchiv der Kunst- und Kulturgeschichte in der Sächsischen Landesbibliothek – Staats- und Universitätsbibliothek Dresden (SLUB). Ihre Schwerpunkte liegen in der Kunst-, Architektur- und Musikgeschichte, der Regionalkunde Sachsens, der Geografie sowie der Technik- und Wirtschaftsgeschichte.
Mit dem Archiv der Fotografen bietet die Deutschen Fotothek ein virtuelles Schaufenster für die Werke bedeutender deutscher oder in Deutschland arbeitender Fotografen. Neben Eigenaufnahmen stammt ein großer Teil der Bestände aus den Sammlungen von Institutionen, Unternehmen sowie vor allem aus Vor- und Nachlässen, zum Beispiel von Christian von Alvensleben, Christian Borchert, Ermenegildo Antonio Donadini, Fritz Eschen, Erwin Fieger, Germin, Karl Theodor Gremmler, Walter Hahn, Konrad Helbig, Erich Höhne, Paul W. John, Martin Langer, Rudi Meisel, Richard Peter, Abraham Pisarek, Willy Pragher, Roger Rössing, Wolfgang G. Schröter, Jacques Schumacher, Ingolf Thiel, Reinhart Wolf oder Paul Wolff.

## Geschichte

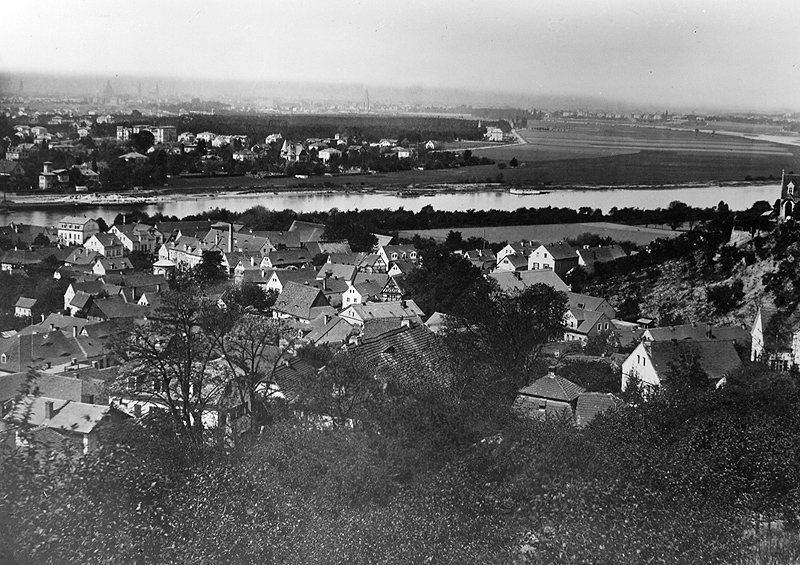
Aufnahme der Elbe in Dresden von August Kotzsch aus dem Jahr 1880 – Die ältesten Aufnahmen der Sammlung stammen aus der Mitte des 19. Jahrhunderts

Ihren Ursprung hat die Deutsche Fotothek im Sächsischen Landesverband zur Förderung des Film- und Bildwesens e. V. in Chemnitz im Mai 1924. Aufgrund einer Vereinbarung zwischen dem Landesverband und dem Sächsischen Ministerium für Volksbildung entstand im November 1924 die Sächsische Landesbildstelle als Stiftung des öffentlichen Rechts. Erster Leiter wurde der Studienrat a. D. Dr. Fritz Schimmer, der das Amt bis 1936 sowie von 1945 bis 1950 bekleidete. Im Jahre 1925 erfolgte der Umzug der Bildstelle von Chemnitz nach Dresden in Geschäftsräume in der Großen Meißner Straße 15, nahe dem Japanischen Palais, und im Folgejahr in die Zirkusstraße 38. Zwischen 1936 und 1945 wurde das Bildarchiv von Willy Passig geleitet, der seit 1928 als Schatzmeister tätig gewesen war.
Um 1938 erfolgte die Umbenennung in Landesbildstelle Sachsen und 1939 der Umzug in die Pillnitzer Straße 69. Hauptaufgabe der Landesbildstelle war die Versorgung von sächsischen Bildungseinrichtungen mit Lehrmitteln sowie die Lehrerfortbildung. Dazu wurden Lichtbilder und Schmalfilme überwiegend durch eigene Fotografen hergestellt und Projektoren verliehen. Es sollte Bildmaterial von allgemeinbildendem Wert gesammelt und für Zwecke der schulischen Bildung ausgewertet und bereitgestellt werden. Das Profil war gemäß den Zielen des nationalsozialistischen Regimes stark landeskundlich und -geschichtlich geprägt.
Erster Fotograf der Lichtbildstelle war der Fotograf Walter Möbius (1900–1959). 1929 umfassten die Bestände etwa 13.000 Negative, eine Lichtbildsammlung, geordnet in 850 Unterrichtsreihen und 155 Vortragsreihen mit zusammen 23.556 Glasdias sowie etwa 125 Filme mit einer Gesamtlänge von 84.144 Metern. 1944 betrug der Bestand des Archivs bereits 47.000 Negative und 65.000 Diapositive. Bei den Luftangriffen auf Dresden im Februar 1945 wurde die Sammlung bis auf die nach Dippoldiswalde und Gaußig ausgelagerte Negativsammlung (40.000 Stück) und die Bildkartensammlung zerstört.
Schon 1946 begann die Landesbildstelle in der Privatwohnung Fritz Schimmers wieder mit der Arbeit. Die offizielle Wiedereröffnung in der Berufsschule Ehrlichstraße 1 erfolgte wohl erst 1947. Das Sammlungsprofil wurde in dieser Zeit über Sachsen hinaus mit Lichtbildern aus Deutschland, Europa und der Welt erweitert. 1950 wurden das Bildarchiv und die Fotowerkstatt aus der Landesbildstelle ausgegliedert und zum 1. Januar als Landesfotothek dem Landesamt für Volkskunde und Denkmalpflege unterstellt. Sitz war das wiederaufgebaute Sächsische Ständehaus.
Mit der Auflösung des Landesamts für Volkskunde und Denkmalpflege im Zuge der Verwaltungsreform von 1952 unterstellte man die Fotothek als Staatliche Fotothek Dresden der Staatlichen Kommission für Kunstangelegenheiten. Die Sammlungen umfassten zu diesem Zeitpunkt etwa 100.000 Negative und 35.000 Diapositive. Die Bestandserschließung erfolgte nun wie in einer großen Bibliothek. Die Hauptaufgaben waren die Sammlung, Aufbewahrung, Pflege und Nutzbarmachung der Bestände für die wissenschaftliche Arbeit und Forschung.
Am 12. Juli 1956 gab das Ministerium für Kultur der Fotothek als „Deutsche Fotothek Dresden – Zentrales Institut für kulturwissenschaftliche Bilddokumente“ ein eigenes Statut. 1961 wurde sie der Deutschen Staatsbibliothek Berlin angegliedert. Fünf Jahre später umfassten die Bestände über 280.000 Negative, rund 150.000 Bildkarten und etwa 75.000 Diapositive zur Ausleihe. Seit 1983 gehörte die Fotothek als Abteilung zur damaligen Sächsischen Landesbibliothek (SLB). Ausschlaggebend war die räumliche Nähe und dass sich die staatlichen Sammelschwerpunkte der beiden Institutionen weitgehend deckten. Der Bestand wuchs auf rund 650.000 Negative, 12.000 Positive und 60.000 Leihdias. Inhaltlich verschob sich der Schwerpunkt der Sammlungen entsprechend der geltenden Kulturpolitik hin zur sozialdokumentarischen und Reportagefotografie. Ziel war die „Pflege und Erschließung des humanistischen und proletarisch-revolutionären fotografischen Erbes, vor allem dem der Jahre nach 1945“. Diese Vorgaben und die damit verbundene Verzwanzigfachung der Erwerbungsmittel führen zu einer schnellen Vergrößerung der Bestände. Wurden bis 1982 durchschnittlich jährlich etwa 16.000 bis 18.000 Fotografien erworben, waren es ab 1983 durchschnittlich rund 70.000. Diese Aufnahmen sollten in erster Linie der Dokumentation der „Entwicklung und Geschichte der Produktivkräfte“, der „Arbeits- und Lebensweise des werktätigen Volkes“ sowie zur „Inventarisierung der sozialistischen Gegenwartskunst“ dienen. Die erworbenen Aufnahmen aus dem Umfeld der Arbeiterfotografenbewegung des Erzgebirges (Kurt Beck, Hans Bresler und Erich Meinhold) sowie die Nachlässe von Richard Peter, Abraham Pisarek oder Helmut Potzka sollten die Kontinuität der kommunistischen Bewegung seit Anfang der 1930er Jahre belegen und dokumentieren.
Bei der Fusion der Bibliothek der Technischen Universität und der Sächsischen Landesbibliothek (SLB) 1996 zur Sächsischen Landesbibliothek – Staats- und Universitätsbibliothek Dresden (SLUB) kam auch die Fotothek unter dieses Dach. Das Ständehaus wurde dem Oberlandesgericht Dresden zugewiesen und die Fotothek zog in Räume auf der Bautzner Straße 19. Mit dem Neubau der SLUB erhielt auch die Fotothek neue Räume auf dem Zelleschen Weg.

## Leiter
- 1924–1936 und 1945–1950: Fritz Schimmer
- 1936–1945: Willy Passig
- 1950–1974: Hans-Heinrich Richter
- 1974–1989: Walter May
- 1989–1999: Werner Starke
- 1999–2003: Wolfgang Hesse
- seit 2003: Jens Bove

## Bestand
Die Deutsche Fotothek verfügt über 7 Millionen Fotodokumente.
Sammlungen in der Deutschen Fotothek:
- Übergeordnete Themen / Fotografie
  - Archiv der Fotografen
  - Weltsichten
  - Arbeiterfotografie
  - Verkehr
  - Luftbilder
  - Modefotos der 20er und 30er Jahre

- Sammlungen und Archive
  - Historische Bildpostkarten – Sammlung Prof. Dr. Sabine Giesbrecht
  - Janke Archiv
  - Sammlung Talleyrand
  - Mühlenarchiv Rapp

- Historisches
  - Erster Weltkrieg
  - Sorbische Kultur
  - Sonderauftrag Linz

- Grafik / Illustration / Zeitschriften
  - Kartenforum
  - Technikgeschichtliche Illustrationen aus Drucken des 16. und 17. Jahrhunderts
  - Virtuelles Kupferstichkabinett
  - Architekturzeichnungen
  - Möbeldesign
  - DDR-Kunst
  - Künstlerzeitschriften

- Personen / Nachlässe
  - Richard Strauss
  - Richard Wagner
  - M. D. Pöppelmann

## Nutzung
Außer der üblichen Präsenznutzung per Einsichtnahme vor Ort kann ein großer Teil der Fotografien, mit Stand Juni 2024 etwa 2.334.000 Bilder aus 90 Institutionen, online recherchiert werden; der Ausbau des Online-Zugangs auf den Gesamtbestand ist permanente Aufgabe der Institution.

### Wikimedia
Seit März 2009 kann Wikimedia 250.000 Fotos aus der Sammlung der Deutschen Fotothek nutzen; der Vertrag dazu wurde zwischen Wikimedia Deutschland und der Sächsischen Landesbibliothek – Staats- und Universitätsbibliothek geschlossen.